# Georg Peter Zenckel
Georg Peter Zenckel; auch Georg Peter Zenkel (* 20. März 1717 in Schwarzenbach an der Saale; † 14. Dezember 1760 in Erlangen) war ein deutscher evangelischer Theologe und Hochschullehrer.

## Leben
Georg Peter Zenckel war der Sohn eines Fleischers.
Er besuchte seit 1732 das Gymnasium in Hof; seine dortigen Lehrer waren unter anderem Johann Adam Tröger (1698–1763), Johann Simon Buchka (1705–1752) und Paul Daniel Longolius. Mit seiner Rede de mathesi melius in Gymnasiis nostris ac olim tractata verließ er das Gymnasium und begann 1736 mit einem Studium der Philosophie, Mathematik, Physik, orientalische Sprachen und Theologie an der Universität Jena; dort hörte er philosophische Vorlesungen bei Johann Peter Reusch, Johann Justin Schierschmid, Georg Christoph Stellwag (1711–1740), Christian Johann Anton Corvinus, Jakob Carpov und Heinrich Köhler, bei Georg Erhard Hamberger und Johann Bernhard Wiedeburg hörte er Physik und Mathematik und in den orientalischen Sprachen unterwiesen ihn Johann Gottfried Tympe, Hofmann und Johann Reinhard Rus sowie in der Theologie Johann Georg Walch, Johann Friedrich Wucherer (1682–1737) und Jesaias Friedrich Weissenborn.
1740 erhielt er nach der Verteidigung seiner Schrift de naturali methodo permutandi Hebraeorum vocales die Magisterwürde und wurde an der philosophischen Fakultät zugelassen; dort hielt er philologische, philosophische und mathematische Vorlesungen. 1746 erhielt er die Stelle des Adjunkt.
1754 wurde er als außerordentlicher Professor der Philosophie an die Universität Erlangen berufen und begann dieses Amt mit seiner Eröffnungsrede de methodo docendi apud veteres Hebraeos. Weil seine Gehaltseinnahmen jedoch geringer waren, als er erwartet hatte, legte er bereits 1755 seine Professur nieder und lebte seitdem als Privatgelehrter, jedoch in ärmlichen Verhältnissen.
In der Zeit von 1752 bis 1756 verfasste er unter anderem in zwei Bänden sein Werk Beiträge zur Vertheidigung der mosaischen Religion.

## Schriften (Auswahl)
- De naturali methodo permutandi Hebraeorum vocales. Jena 1740.
- Georg Peter Zenckel; Friedrich E. Otto: Theoria e principiis suis eruta ad stabiliendam methodum naturalem et compendiariam explicandi syllogismorum doctrinam. Diss. I. continens artificium convertendi indeque substituendi propositiones. Jena 1741.
- Georg Peter Zenckel; Johann Georg Helm: Dissertatio Exponens Generatim Natvram Scriptvrae Characteristico-Hevristicae Atqve Indicans Eivs Existentiam. Jena 1744.
- Meditatio ad locum illustrem vet. Test. Psalm. 40. v. 7 et 8. institutum de satisfactore, sensum naturamve humanam unione personali induente. Jena 1744.
- Diss. Hermeneutica contrariorum tradens fundamenta et canones ad solvendas difficultates ac contradictiones apparentes codicis sacri, primo contradictiones genealogicas apparentes. Jena 1746.
- Commentarius grammaticus Ebraeae linguae, oder ausführliche Erläuterung der Hebräischen Sprache, insbesondere zum richtigen und leichten Verständniß der Danzischen Grammatik. Jena 1749.
- Georg Peter Zenckel; Johann D. Mittelhäuser: Enantiologia sacra, seu hermeneutica contrariorum tradens fundamenta et canones. Jena 1750.
- Elementa Hermeneuticae sacrae, methodo naturali concinnataI. Jena 1752.
- Georg Peter Zenckel; Heinrich Johann Georg Krebs: Diss. philol. qua sepulturam Christi ad locum Es. LIII, 9. Jena 1754.
- Progr. adit. de aequilibrio terrae e Scriptura sacra eruta. Erlangen 1754.
- Commentarius evangelico-homileticus, oder exegetisch-homiletische Zergliederung aller Sonn- und Festtags Evangelien, darinnen nach festgesetzter Zeitrechnung ein jeder Text unter einem Haupthema ordentlich und erbaulich abgehandelt, die nöthigen Porismata beygefüget, mehrere Themata disponiret, und zuletzt die sogenannten vier Versus vollständig daraus hergeleitet werden; vornehmlich zum Dienst der studierenden Jugend und angehenden Prediger ans Licht gestellt. 1756.
- Beyträge zur Vertheidigung der Mosaischen Religion, und Auflösung der schweren und strittigen Punkte in besondern Stücken. Jena 1756.